# Явче
Я́вче (укр. Явче) — село в Рогатинской городской общине Ивано-Франковского района Ивано-Франковской области Украины.
Население по переписи 2001 года составляло 477 человек. Занимает площадь 14,665 км². Почтовый индекс — 77035. Телефонный код — 03435.